# Casa Cerdá
La Casa Cerdá de Murcia (Región de Murcia, España) es uno de los inmuebles más reconocidos del paisaje urbano de la ciudad. Situada en la plaza de Santo Domingo, es de estilo ecléctico y fue edificada en los años 1930 como bloque de viviendas por el arquitecto José Antonio Rodríguez.

## Historia
El edificio de la Casa Cerdá es uno de los inmuebles más representativos de la ciudad de Murcia. Su figura preside el ingreso a la plaza de Santo Domingo desde la Gran Vía Alfonso X.
La realización del proyecto y construcción del edificio fue encargada al arquitecto José Antonio Rodríguez (1868-1938) por D. Joaquín Cerdá Vidal (1891-1961). Este pertenecía a una conocida familia de empresarios murcianos y era en aquellos momentos Presidente de la Cámara de Comercio, Industria y Navegación de Murcia, cargo que ocupó entre los años 1928 y 1944. 
Por su parte, José Antonio Rodríguez había sido arquitecto municipal durante más de dos décadas, y entre sus obras más conocidas en Murcia destacaban la Casa Díaz-Cassou, la Casa de los Nueve Pisos, la Convalecencia, el edificio de La Alegría de la Huerta, el Edificio Flomar, la Casa Guillamón o la Sociedad de Cazadores. Su popularidad hizo que fuera elegido para llevar a cabo las obras de la Casa Cerdá, que tuvieron lugar entre 1934 y 1936, siendo de hecho su última gran obra.
En septiembre de 2019, la empresa dedicada a la producción y exportación El Ciruelo compró el inmueble al empresario Trinitario Casanova, quien a su vez había adquirido el edificio un año antes.

## Arquitectura
Se trata de un inmueble de gran volumen, compuesto por seis plantas más bajo.
La fachada queda dividida en tres cuerpos distintos mediante la disposición de balaustradas que definen líneas horizontales de separación entre ellos.

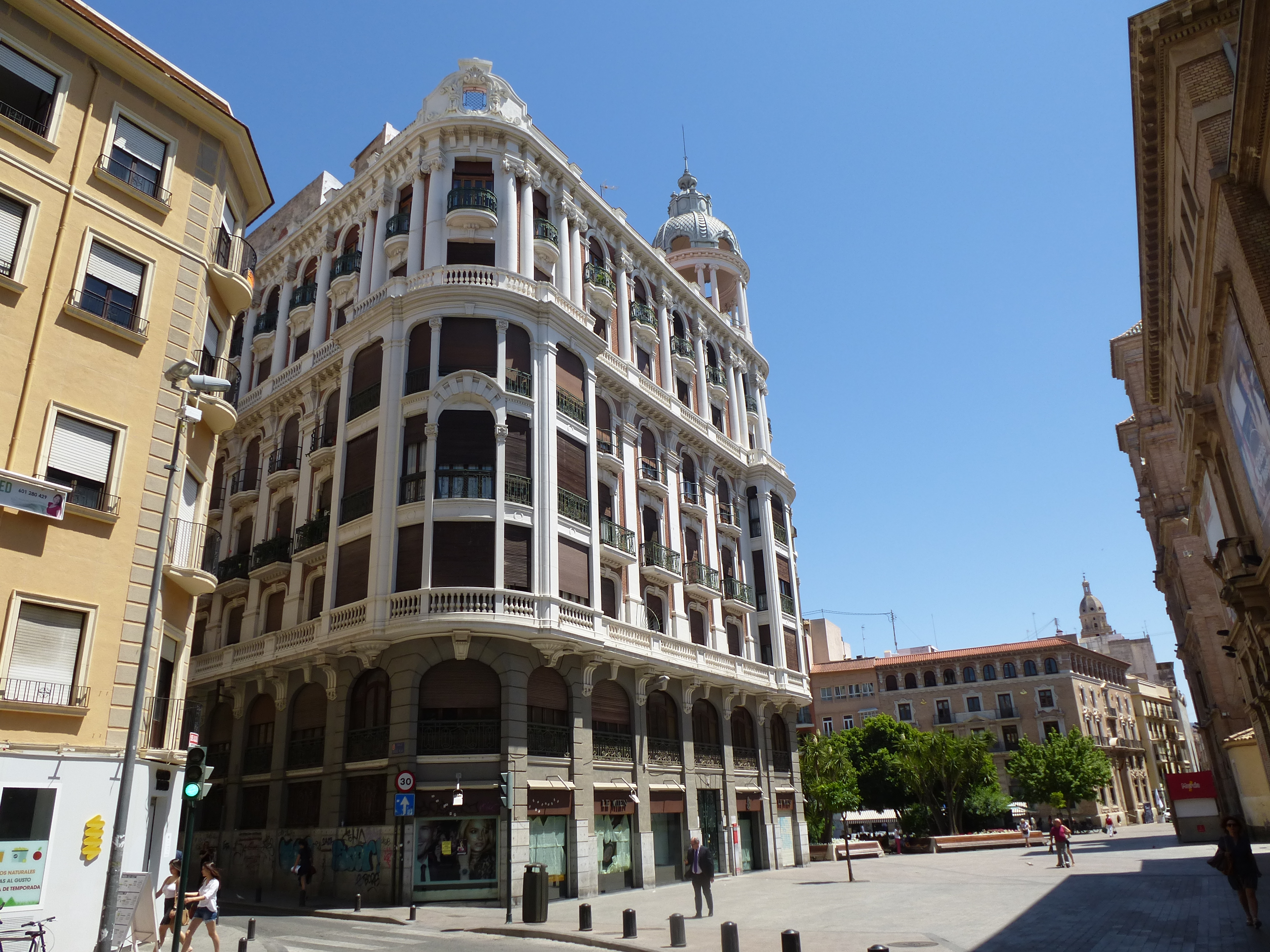
Imagen de la Casa Cerdá desde la Gran Vía Alfonso X el Sabio.

El primer cuerpo del edificio está compuesto por la planta baja y el entresuelo, ambos destinados a uso comercial. Destacan aquí las grandes arcadas que ocupan dos pisos en altura, y dentro de las cuales se sitúan grandes escaparates y ventanales decorados con barandillas de forja. Este cuerpo está separado del segundo por medio de una gran balaustrada de color blanco, sostenida por grandes ménsulas, que rodea todo el edificio.
El segundo cuerpo está compuesto por las plantas segunda, tercera y cuarta. En él destaca la colocación de pilastras adosadas al muro en color blanco, cuya función es puramente ornamental. El espacio entre las pilastras queda ocupado por ventanas cerradas con balcones de forja. Este cuerpo queda separado del siguiente por una nueva balaustrada con ménsulas.
El tercer cuerpo está ocupado por las plantas quinta y sexta. En él destacan las grandes columnas jónicas adosadas al muro que separan los espacios que ocupan las ventanas. Por último, el edificio queda rematado con una nueva balaustrada y un templete circular. Éste está compuesto por columnas jónicas pareadas de color blanco y cubierto por una cúpula decorada con escamas en color grisáceo. En esta cúpula podemos observar también la existencia de vanos de forma elíptica.
El edificio presenta, además, miradores que sobresalen en los laterales de la fachada y en la esquina que se abre hacia la Gran Vía Alfonso X. El uso de todos estos recursos estilísticos crean un efecto óptico a la altura del segundo cuerpo, haciendo parecer que éste sobresale del resto del edificio.
La ornamentación de la fachada queda resuelta mediante el uso decorativo de los elementos arquitectónicos que la componen, así los muros de ladrillo visto en tono rojizo combinan con el blanco de las balaustradas, columnas, ménsulas, molduras, pilastras y columnas. Así como con el verde de la obra de forja usado en los balcones y ventanas.
La magnífica factura de la Casa Cerdá y el efecto colorista de su fachada lo convierten en el inmueble más destacado de la plaza de Santo Domingo.